# Bagrat Hovhannisyan
Pour les articles homonymes, voir Hovhannisyan.
Bagrat Galusti Hovhannisyan, né le 9 août 1929 à Bakou (RSS d'Arménie, Union soviétique) et mort le 6 avril 1990 à Erevan (RSS d'Azerbaïdjan, Union soviétique), est un réalisateur, scénariste et acteur soviétique.

## Biographie
Bagrat Galusti Hovhannisyan vit à partir de 1938 en Iran, à Tabriz, puis à Téhéran. La famille émigre en RSS d'Arménie en 1946.
Il est diplômé de la Faculté des langues romanes et germaniques de l'Université d'État d'Erevan en 1956 et de l'Institut de littérature d'Erevan, où il étudie de 1957 à 1961, puis de l'Institut de littérature mondiale de Moscou.
De 1961 à 1964 et de 1966 à 1969, il travaille au comité de scénarisation et de rédaction du studio de cinéma Armenfilm (Hayfilm). En 1965, il est réalisateur stagiaire au studio de cinéma Mosfilm où il participe à la production du film Andreï Roublev d'Andreï Tarkovski et, à partir de 1969, il est réalisateur.
Son premier film indépendant est le court métrage L'Honneur des pauvres (sorti en 1969, d'après une œuvre de Hovhannes Toumanian).
Ses films suivants sont Le Raisin vert (Hndzan) (1973), Autumn Ar (1977), The Lord (1987), tous deux écrits par Hrant Matevossian, Adamamut (1988, selon le roman du même nom de Vahagn Grigoryan). 
Il est marié avec l'actrice Anahit Ghukasyan.

## Filmographie partielle

### Au cinéma

#### Réalisateur
- 1969 : L'Honneur d'un miséreux (Честь бедняка, court métrage)
- 1973 : Le Raisin vert (Терпкий виноград)
- 1977 : Soleil d'automne (Осеннее солнце)
- 1983 : Le Patron (Хозяин)
- 1989 : Et tout se répétera (И повторится все)

#### Scénariste
- 1975 : Mon cœur est dans les montagnes (В горах мое сердце, téléfilm)
- 1989 : Et tout se répétera (И повторится все)

#### Rôles au cinéma
- 1972 : Solaris : Tarkhie

## Récompenses et distinctions
- 1988 : Travailleur d'art émérite de la République d'Arménie.